# Stereotypia
Stereotypia – ciągłe powtarzanie bezcelowych lub rytualnych ruchów, postaw ciała, wypowiedzi występujące u osób  z niepełnosprawnością intelektualną, z zaburzeniami ze spektrum autystycznego, dyskinezami późnymi, stereotypowym zaburzeniem ruchowym, a także z innymi zaburzeniami. Stereotypią może być wykonywanie prostych ruchów, takich jak kołysanie ciałem, a także złożonych, jak na przykład naprzemienne krzyżowanie nóg, a także wykonywanie ruchów marszowych w miejscu. Stereotypie słowne to perseweracje. 
Stereotypia występuje także u zwierząt przebywających długo w zamknięciu w sztucznym środowisku, np. w ogrodach zoologicznych, hodowlach przemysłowych, fermach zwierząt futerkowych. Wzbogacanie otoczenia, dostarczanie zwierzętom różnych dodatkowych bodźców i powiększanie wybiegów opóźnia lub zmniejsza intensywność stereotypii.